# 2017-es északisí-világbajnokság
A 41. északisí-világbajnokságot a finnországi Lahtiban rendezték 2017. február 22. és március 5. között. A helyszín hetedik alkalommal adott otthont az eseménynek.

## A magyar sportolók eredményei

### Férfi
Selejtező
| Versenyző       | Versenyszám   | Idő     | Helyezés |
| --------------- | ------------- | ------- | -------- |
| Bánszki Bence   | Egyéni sprint | 4:13,30 | 130.     |
| Buki Ádám       | 10 km         | 33:15,5 | 42.      |
| Gyallai Soma    | 10 km         | 30:15,1 | 32.      |
| Kovács Domonkos | 10 km         | 33:56,8 | 44.      |
| Lagler Kristóf  | 10 km         | 29:11,7 | 21.      |
| Panyik Dávid    | Egyéni sprint | 4:08,58 | 124.     |
| Gombos Károly   | Egyéni sprint | 3:53,47 | 105.     |
| Kónya Ádám      | Egyéni sprint | 3:32,96 | 61.      |

### Női
Selejtező
| Versenyző         | Versenyszám   | Idő     | Helyezés |
| ----------------- | ------------- | ------- | -------- |
| Bertóti Regina    | 5 km          | 18:57,2 | 23.      |
| Papp Ildikó       | 5 km          | 17:26,4 | 13.      |
| Pónya Sára        | Egyéni sprint | 4:16,52 | 91.      |
| Simon Ágnes       | Egyéni sprint | 4:14,50 | 89.      |
| Szőcs Emőke       | Egyéni sprint | 3:26,34 | 53.      |
| Tamás Bianka      | 5 km          | 20:01,9 | 26.      |
| Vasziljevic Erika | 5 km          | 22:51,6 | 28.      |
| Zámbó Viktória    | Egyéni sprint | 4:21,45 | 95.      |

## Eredmények
Összesen 21 versenyszámot rendeztek. A feltüntetett időpontok helyi idő szerint értendőek.

### Sífutás

#### Férfiak
| Versenyszám                               | Arany                                                                                  | Arany     | Ezüst                                                                                         | Ezüst     | Bronz                                                                               | Bronz     |
| ----------------------------------------- | -------------------------------------------------------------------------------------- | --------- | --------------------------------------------------------------------------------------------- | --------- | ----------------------------------------------------------------------------------- | --------- |
| 15 km klasszikus stílus március 1., 13:45 | Iivo Niskanen · Finnország                                                             | 36:44,0   | Martin Johnsrud Sundby · Norvégia                                                             | 37:01,9   | Niklas Dyrhaug · Norvégia                                                           | 37:15,3   |
| 30 km üldözőverseny február 25., 14:30    | Szergej Usztyugov · Oroszország                                                        | 1:09:16,7 | Martin Johnsrud Sundby · Norvégia                                                             | 1:09:23,4 | Finn Hågen Krogh · Norvégia                                                         | 1:09:48,5 |
| 50 km szabad stílus március 5., 14:30     | Alex Harvey · Kanada                                                                   | 1:46:28,9 | Szergej Usztyugov · Oroszország                                                               | 1:46:29,5 | Matti Heikkinen · Finnország                                                        | 1:46:30,3 |
| 4 × 10 km-es váltó március 3., 13:30      | Norvégia · Didrik Tønseth · Niklas Dyrhaug · Martin Johnsrud Sundby · Finn Hågen Krogh | 1:37:20,1 | Oroszország · Andrey Larkov · Alekszandr Besszmertnih · Alexey Chervotkin · Szergej Usztyugov | 1:37:24,7 | Svédország · Daniel Richardsson · Johan Olsson · Marcus Hellner · Calle Halfvarsson | 1:39:51,9 |
| Egyéni sprint február 23., 15:00          | Federico Pellegrino · Olaszország                                                      | 3:13,76   | Szergej Usztyugov · Oroszország                                                               | 3:13,91   | Johannes Høsflot Klæbo · Norvégia                                                   | 3:14,20   |
| Csapatsprint február 26., 11:30           | Oroszország · Nyikita Krjukov · Szergej Usztyugov                                      | 17:40,69  | Olaszország · Dietmar Nöckler · Federico Pellegrino                                           | 17:42,83  | Finnország · Sami Jauhojärvi · Iivo Niskanen                                        | 17:49,33  |

#### Nők
| Versenyszám                                | Arany                                                                                       | Arany     | Ezüst                                                                     | Ezüst     | Bronz                                                                                  | Bronz     |
| ------------------------------------------ | ------------------------------------------------------------------------------------------- | --------- | ------------------------------------------------------------------------- | --------- | -------------------------------------------------------------------------------------- | --------- |
| 10 km klasszikus stílus február 28., 13:45 | Marit Bjørgen · Norvégia                                                                    | 25:24,9   | Charlotte Kalla · Svédország                                              | 26:05,9   | Astrid Uhrenholdt Jacobsen · Norvégia                                                  | 26:20,4   |
| 15 km üldözőverseny február 25., 12:00     | Marit Bjørgen · Norvégia                                                                    | 37:57,5   | Krista Pärmäkoski · Finnország                                            | 38:02,3   | Charlotte Kalla · Svédország                                                           | 38:29,5   |
| 30 km szabad stílus március 4., 14:30      | Marit Bjørgen · Norvégia                                                                    | 1:08:36,8 | Heidi Weng · Norvégia                                                     | 1:08:38,7 | Astrid Uhrenholdt Jacobsen · Norvégia                                                  | 1:08:38,7 |
| 4 × 5 km-es váltó március 2., 15:00        | Norvégia · Maiken Caspersen Falla · Heidi Weng · Astrid Uhrenholdt Jacobsen · Marit Bjørgen | 52:21,5   | Svédország · Anna Haag · Charlotte Kalla · Ebba Andersson · Stina Nilsson | 53:23,1   | Finnország · Aino-Kaisa Saarinen · Kerttu Niskanen · Laura Mononen · Krista Pärmäkoski | 53:23,6   |
| Egyéni sprint február 23., 15:00           | Maiken Caspersen Falla · Norvégia                                                           | 3:02,34   | Jessica Diggins · USA                                                     | 3:04,00   | Kikkan Randall · USA                                                                   | 3:06,10   |
| Csapatsprint február 26., 11:30            | Norvégia · Heidi Weng · Maiken Caspersen Falla                                              | 20:20,56  | Oroszország · Yulia Belorukova · Natalja Matvejeva                        | 20:26,12  | USA · Sadie Bjornsen · Jessica Diggins                                                 | 20:38,94  |

### Síugrás

#### Férfiak
| Versenyszám                               | Arany                                                                 | Arany  | Ezüst                                                                                     | Ezüst  | Bronz                                                                              | Bronz  |
| ----------------------------------------- | --------------------------------------------------------------------- | ------ | ----------------------------------------------------------------------------------------- | ------ | ---------------------------------------------------------------------------------- | ------ |
| Középsánc február 25., 17:30              | Stefan Kraft · Ausztria                                               | 270,8  | Andreas Wellinger · Németország                                                           | 268,7  | Markus Eisenbichler · Németország                                                  | 263,6  |
| Nagysánc március 2., 18:30                | Stefan Kraft · Ausztria                                               | 279,3  | Andreas Wellinger · Németország                                                           | 278,0  | Piotr Żyła · Lengyelország                                                         | 276,7  |
| Csapatverseny, nagysánc március 4., 17:15 | Lengyelország · Piotr Żyła · Dawid Kubacki · Maciej Kot · Kamil Stoch | 1104,2 | Norvégia · Anders Fannemel · Johann André Forfang · Daniel-André Tande · Andreas Stjernen | 1078,5 | Ausztria · Michael Hayböck · Manuel Fettner · Gregor Schlierenzauer · Stefan Kraft | 1068,9 |

#### Nők
| Versenyszám                  | Arany                     | Arany | Ezüst            | Ezüst | Bronz                  | Bronz |
| ---------------------------- | ------------------------- | ----- | ---------------- | ----- | ---------------------- | ----- |
| Középsánc február 24., 17:30 | Carina Vogt · Németország | 254,6 | Itó Júki · Japán | 252,6 | Takanasi Szara · Japán | 251,1 |

#### Vegyes
| Versenyszám                                 | Arany                                                                              | Arany  | Ezüst                                                                                           | Ezüst | Bronz                                                         | Bronz |
| ------------------------------------------- | ---------------------------------------------------------------------------------- | ------ | ----------------------------------------------------------------------------------------------- | ----- | ------------------------------------------------------------- | ----- |
| Csapatverseny, középsánc február 26., 17:30 | Németország · Carina Vogt · Markus Eisenbichler · Svenja Würth · Andreas Wellinger | 1035,5 | Ausztria · Daniela Iraschko-Stolz · Michael Hayböck · Jacqueline Seifriedsberger · Stefan Kraft | 999,3 | Japán · Takanasi Szara · Takeucsi Taku · Itó Júki · Itó Daiki | 979,7 |

### Északi összetett
| Versenyszám                                                   | Arany                                                                           | Arany   | Ezüst                                                                 | Ezüst   | Bronz                                                                       | Bronz   |
| ------------------------------------------------------------- | ------------------------------------------------------------------------------- | ------- | --------------------------------------------------------------------- | ------- | --------------------------------------------------------------------------- | ------- |
| Középsánc + 10 km február 24., 10:30, 13:30                   | Johannes Rydzek · Németország                                                   | 26:19,6 | Eric Frenzel · Németország                                            | 26:34,5 | Björn Kircheisen · Németország                                              | 26:49,6 |
| Nagysánc + 10 km március 1., 12:00, 16:15                     | Johannes Rydzek · Németország                                                   | 26:41,6 | Vatabe Akito · Japán                                                  | 26:46,4 | François Braud · Franciaország                                              | 26:54,6 |
| Csapatverseny, középsánc + 4 × 5 km február 26., 12:00, 15:30 | Németország · Björn Kircheisen · Eric Frenzel · Fabian Rießle · Johannes Rydzek | 47:57,3 | Norvégia · Magnus Moan · Mikko Kokslien · Magnus Krog · Jørgen Gråbak | 48:39,0 | Ausztria · Bernhard Gruber · Mario Seidl · Philipp Orter · Paul Gerstgraser | 49:01,0 |
| Csapatsprint, nagysánc + 2 × 7,5 km március 3., 16:00, 18:15  | Németország · Eric Frenzel · Johannes Rydzek                                    | 29:01,8 | Norvégia · Magnus Moan · Magnus Krog                                  | 29:02,8 | Japán · Vatabe Josito · Vatabe Akito                                        | 29:12,0 |

## Éremtáblázat
| Helyezés | Ország        | Arany | Ezüst | Bronz | Összesen |
| -------- | ------------- | ----- | ----- | ----- | -------- |
| 1.       | Norvégia      | 7     | 6     | 5     | 18       |
| 2.       | Németország   | 6     | 3     | 2     | 11       |
| 3.       | Oroszország   | 2     | 4     | 0     | 6        |
| 4.       | Ausztria      | 2     | 1     | 2     | 5        |
| 5.       | Finnország    | 1     | 1     | 3     | 5        |
| 6.       | Olaszország   | 1     | 1     | 0     | 2        |
| 7.       | Lengyelország | 1     | 0     | 1     | 2        |
| 8.       | Kanada        | 1     | 0     | 0     | 1        |
| 9.       | Japán         | 0     | 2     | 3     | 5        |
| 10.      | Svédország    | 0     | 2     | 2     | 4        |
| 11.      | USA           | 0     | 1     | 2     | 3        |
| 12.      | Franciaország | 0     | 0     | 1     | 1        |
| Összesen | Összesen      | 21    | 21    | 21    | 63       |